# La música del futuro
La música del futuro es el primer álbum del rapero Fuego. Publicado el 20 de julio de 2010 bajo el sello Chosen Few Emerald Entertainment. Contiene 18 canciones y cuenta con colaboraciones de artistas como Omega "El Fuerte", Deevani, Serani, Black Point, Mozart La Para, entre otros.

## Canciones
| #  | Nombre                                                 | Artista(s)                                                                                       |
| -- | ------------------------------------------------------ | ------------------------------------------------------------------------------------------------ |
| 1  | "Lo' bombero"                                          | Fuego                                                                                            |
| 2  | "Qué buena tú 'tá'"                                    | Fuego Ft. Deevani                                                                                |
| 3  | "Superestrella"                                        | Fuego Ft. Omega "El Fuerte"                                                                      |
| 4  | "Me enamoré"                                           | Fuego                                                                                            |
| 5  | "Me gustan todas"                                      | Fuego                                                                                            |
| 6  | "Losing Control"                                       | Fuego Ft. Shayla                                                                                 |
| 7  | "Como un ángel"                                        | Fuego                                                                                            |
| 8  | "No me dispares"                                       | Fuego                                                                                            |
| 9  | "Vivir sin ti"                                         | Fuego                                                                                            |
| 10 | "Vuelvo a caer"                                        | Fuego                                                                                            |
| 11 | "Entregate a mí"                                       | Fuego                                                                                            |
| 12 | "Vida secreta"                                         | Fuego                                                                                            |
| 13 | "Ya te olvidé"                                         | Fuego                                                                                            |
| 14 | "Solo quiero amarte"                                   | Fuego                                                                                            |
| 15 | "A mi manera"                                          | Fuego                                                                                            |
| 16 | "Mi prisionera" Hidden Track                           | Fuego                                                                                            |
| 17 | "She Loves Me (Chosen Few Remix)" Bonus Track          | Fuego Ft. Serani                                                                                 |
| 18 | "¡Qué buena tú 'tá' (Chosen Few Dr Remix)" Bonus Track | Fuego Ft. Black Point, Mozart La Para, Los Pepes, Monkey Black, Sensato "Del Patio" & Villanosam |